# كريستيان نيلسن (مجدف)
كريستيان نيلسن (بالدنماركية: Christian Noll Nielsen)‏ هو مجدف دنماركي، ولد في 2 أغسطس 1988 في راندرس في الدنمارك.

## وصلات خارجية
- كريستيان نيلسن على موقع الاتحاد الدولي للتجديف (الإنجليزية)